# Gate (Oklahoma)
Gate és una població dels Estats Units a l'estat d'Oklahoma. Segons el cens del 2000 tenia 112 habitants.

## Demografia
Segons el cens del 2000, Gate tenia 112 habitants, 47 habitatges, i 33 famílies. La densitat de població era de 173 habitants per km².
Dels 47 habitatges en un 36,2% hi vivien nens de menys de 18 anys, en un 68,1% hi vivien parelles casades, en un 0% dones solteres, i en un 27,7% no eren unitats familiars. En el 27,7% dels habitatges hi vivien persones soles el 12,8% de les quals corresponia a persones de 65 anys o més que vivien soles. El nombre mitjà de persones vivint en cada habitatge era de 2,38 i el nombre mitjà de persones que vivien en cada família era de 2,82.
Per edats la població es repartia de la següent manera: un 24,1% tenia menys de 18 anys, un 8% entre 18 i 24, un 24,1% entre 25 i 44, un 27,7% de 45 a 60 i un 16,1% 65 anys o més.
L'edat mediana era de 40 anys. Per cada 100 dones de 18 o més anys hi havia 97,7 homes.
La renda mediana per habitatge era de 34.583 $ i la renda mediana per família de 45.000 $. Els homes tenien una renda mediana de 31.563 $ mentre que les dones 20.938 $. La renda per capita de la població era de 18.891 $. Entorn del 4,2% de les famílies i el 5,1% de la població estaven per davall del llindar de pobresa.

## Poblacions més properes
El següent diagrama mostra les poblacions més properes.